# Maguette Gueye
Maguette Gueye (nacido en Sakal, Departamento de Louga, 30 de diciembre de 2002) es un futbolista senegalés que juega como mediocampista en el Real Racing Club de Santander de la Segunda División de España.

## Trayectoria
Nacido en Sakal, departamento de Louga, el 5 de septiembre de 2021 firmó un contrato de cuatro años por el FK Partizani Tirana de Albania.
El 22 de agosto de 2024, firma un contrato de cinco años por el Real Racing Club de Santander de la Segunda División de España.

## Clubes
Actualizado al último partido disputado el 12 de junio de 2025.
| Club                         | Liga          | Temporada     | Liga  | Liga  | Liga   | Copas nacionales | Copas nacionales | Copas nacionales | Copas internacionales | Copas internacionales | Copas internacionales | Total | Total | Total  |
| Club                         | Liga          | Temporada     | Part. | Goles | Asist. | Part.            | Goles            | Asist.           | Part.                 | Goles                 | Asist.                | Part. | Goles | Asist. |
| ---------------------------- | ------------- | ------------- | ----- | ----- | ------ | ---------------- | ---------------- | ---------------- | --------------------- | --------------------- | --------------------- | ----- | ----- | ------ |
| Partizán de Tirana · Albania | Superliga     | 2021-22       | 14    | 1     | 0      | 3                | 0                | 0                | —                     | —                     | —                     | 17    | 1     | 0      |
| Partizán de Tirana · Albania | Superliga     | 2022-23       | 16    | 1     | 1      | 3                | 0                | 0                | 1                     | 0                     | 0                     | 20    | 1     | 1      |
| Partizán de Tirana · Albania | Superliga     | 2023-24       | 33    | 6     | 2      | 4                | 0                | 0                | 7                     | 0                     | 0                     | 44    | 6     | 2      |
| Partizán de Tirana · Albania | Superliga     | 2024-25       | 1     | 0     | 0      | —                | —                | —                | 4                     | 0                     | 0                     | 5     | 0     | 0      |
| Partizán de Tirana · Albania | Total club    | Total club    | 64    | 8     | 3      | 10               | 0                | 0                | 12                    | 0                     | 0                     | 86    | 8     | 3      |
| Racing de Santander · España | 2.ª           | 2024-25       | 29    | 1     | 1      | 2                | 0                | 0                | —                     | —                     | —                     | 31    | 1     | 1      |
| Racing de Santander · España | Total club    | Total club    | 29    | 1     | 1      | 2                | 0                | 0                | 0                     | 0                     | 0                     | 31    | 1     | 1      |
| Total carrera                | Total carrera | Total carrera | 93    | 9     | 4      | 12               | 0                | 0                | 12                    | 0                     | 0                     | 117   | 9     | 4      |
| 1. 2. 3.                     |               |               |       |       |        |                  |                  |                  |                       |                       |                       |       |       |        |